# Alkalien
Als Alkalien (über lateinisch sal alkali von arabisch القلية / al-qalya / ‚Pottasche‘; Soda bzw. Natriumcarbonat) werden Substanzen bezeichnet, die mit Wasser alkalische Lösungen (Laugen) bilden. Aus diesem Grund wurden sie früher auch als Laugensalze bezeichnet. Zu dieser nicht eindeutig definierten Substanzgruppe zählen insbesondere die Oxide und Hydroxide der Alkali- und Erdalkalimetalle, in geringerem Maße auch von anderen Metallen. Alkalien gehören zur Gruppe der Basen. Eine Unterscheidung der anfänglich noch unspezifischeren Definition der Alkalien in Oxide bzw. Hydroxide einerseits und Carbonate andererseits traf 1755 Joseph Black. Heute werden vor allem die Hydroxide der Alkalimetalle, insbesondere Natrium- und Kaliumhydroxid umgangssprachlich als Alkalien bezeichnet.

## Eigenschaften
Alkalien spalten die Ester von Carbonsäuren, weshalb Alkalibehandlung von Fetten zur Bildung von Glycerin und den Alkalisalzen der Fettsäuren, den Seifen, führt. Auch die Phosphorsäureester von RNA (jedoch nicht von DNA) werden durch Alkalien gespalten, wobei aus RNA die Mononucleotidbausteine in Form von Ribonucleosid-3´-phosphaten und Ribonucleosid-2´-phosphaten frei werden. Proteine und DNA werden durch Alkalien denaturiert (Denaturierung), wobei jedoch die entfalteten Peptidketten bzw. DNA-Einzelstränge intakt bleiben. Sie dissoziieren in wässriger Lösung zu den entsprechenden Metallionen und Hydroxidionen. Alkalien aus Hydroxiden wurden früher auch als kaustische oder ätzende Alkalien bezeichnet. Die Hydroxidionen der Lösungen bewirken oberhalb einer Konzentration von 10−7 M  eine alkalische Reaktion, wobei Konzentrationen zwischen 10−7 und 10−3 M (pH-Werte zwischen 7 und 11) als schwaches Alkali, Konzentrationen von 10−3 bis 1 M (pH-Werte zwischen 11 und 14) als starkes Alkali bezeichnet werden.
Alkalien sind charakterisiert durch
1. ihre Löslichkeit in Wasser[7]
2. ihre ätzenden, das heißt ihre auf pflanzliche und tierische Stoffe zerstörend wirkenden wässrigen Lösungen[6]
3. ihren eigenartigen scharfen Geschmack[7]
4. ihre Fähigkeit, aus der Luft Kohlenstoffdioxid aufzunehmen, z. B. Natronkalk[6]
5. ihre Fähigkeit, sich mit Säuren zu Salzen zu verbinden
6. ihre Eigenschaft, mit Fetten und fetten Ölen Seifen und Glycerin zu bilden: Verseifung[3]
7. Alkalien färben gerötetes, feuchtes Lackmuspapier bläulich und gelben Kurkumafarbstoff braun[6]
8. Alkalien bilden in Lösungen Hydroxidionen (OH−).